# Ideal (serie televisiva)
Ideal è una sitcom televisiva britannica ideata da Graham Duff e trasmessa dalla BBC dal gennaio 2005. È composta attualmente da sei serie, di cui l'ultima ancora in lavorazione. Tratta le avventure/disavventure di Moz, uno spacciatore d'erba da quattro soldi. Tutta la serie è ambientata nell'appartamento di Moz a Manchester, e le vicende bizzarre nascono dal continuo andirivieni di criminali imbranati, violenti, stupidi ma terribilmente simpatici, che quotidianamente creano terribili disastri "legali" nell'appartamento del povero Moz.
Il titolo "Ideal" (ideale) è un gioco di parole che riporta alla frase "I deal" (Io spaccio).
Lo spirito del telefilm è "pulp" carico di sottile humor inglese, a tratti macabro, ma sempre ironico. Si ispira probabilmente a film come Pulp Fiction, pellicola che viene a volte citata da Moz nella sitcom, da buon obeso e passivo teledipendente quale è, insieme ad altri film polizieschi e vari videogiochi. In Italia è stata trasmessa in lingua originale con i sottotitoli su Bonsai Tv. 

## Personaggi
- Moz (Johnny Vegas): Trentenne sovrappeso e rauco, pigro e svogliato, che ha deciso di spacciare droga leggera a casa sua, anche se di malavoglia. Convive con Nikki nelle prime serie, (successivamente con Jenny), e la sua routine quotidiana è continuamente interrotta da un nuovo cliente che bussa alla sua porta d'ingresso a vetri. Moz prende alla leggera il suo "mestiere" a chiunque tenti di fargli la morale, ma lui semplicemente si vanta di offrire un 'servizio importante e cruciale per la società'. Il suo motto è "No Cash, no hash." (niente soldi, niente erba). È piuttosto sfortunato con le donne, ha l'atteggiamento da loser (sfigato) ed è il classico tipo che fa tenerezza per la sua, tutto sommato, galanteria e gentilezza. Raramente dice di no a qualunque personaggio bizzarro bussi alla porta, anche se molto spesso se si tratta di individui troppo "scottanti" cerca di far capire con battute ironiche e brillanti che la loro presenza non è gradita, invito che ovviamente non viene mai colto da nessun invadente visitatore. La vita "ideale" di Moz è una vita tranquilla e spensierata, ma questo non gli è mai possibile a causa dei continui crimini che vengono commessi nell'appartamento proprio sotto i suoi occhi. In particolare Moz prova continuamente il senso di colpa per l'omicidio di Craig, avvenuto sul suo divano con un colpo di pistola del suo amico killer Cartoon Head. Dopo aver nascosto il cadavere e averla fatta franca, di tanto in tanto usciranno fuori riferimenti a Craig che lo porteranno a pentirsi continuamente di aver scelto quello stile di vita.

- Nikki (Nicola Reynolds): Fidanzata problematica e convivente di Moz, gelosa e sempre pronta a criticarlo per il suo scadente e disordinato stile di vita, infedele e libertina, in un episodio va a letto nella stessa sera con Moz, PC e Kuldip, due amici di Moz, in occasione del compleanno del compagno, rapporti da cui rimarrà incinta, senza sapere chi dei tre è stato il "colpevole". Quando il bambino nascerà si accorgeranno tutti dalla carnagione scura del bambino chi è il colpevole: Kuldip.

- Cartoon Head (James Foster nella prima serie / David Sant, nella seconda serie): È un personaggio che non parla mai (di lui si sente solo una sorda risata), indossa sempre una maschera da topo, da cui il soprannome Cartoon Head, o CH (Testa da cartone animato). Cartoon Head è un sicario, e il motivo per cui indossa una maschera sarà svelato durante la serie: gli è stata incollata sulla faccia come punizione dal suo capo Stemroach per motivi che non conosciamo, ed è impossibile da rimuovere. Curiosamente, seppur muto, si vedono più volte alcuni personaggi conversare con lui al telefono, senza che lo spettatore possa sentire la sua parte di conversazione.

- Brian (Graham Duff, creatore della sitcom): È un vecchio amico omosessuale di Moz che fa spesso visita all'amico, instabile sentimentalmente tanto da presentarsi ogni settimana con un fidanzato diverso chiedendo puntualmente a Moz ' Non è carino?' Molto spesso parla a Moz degli uomini in senso erotico, destando il disgusto di quest'ultimo. In una puntata, dopo un party in casa con alcool e droghe, Moz e Brian si ritrovano a dormire nello stesso letto. Con sommo terrore di Moz che non ricorda nulla, ci si chiede se sia davvero successo qualcosa tra i due o meno, ma né loro né gli spettatori lo sapranno mai.

- 'Psycho' Paul Nevin (Ryan Pope): Psycho Paul è uno spacciatore rivale di Moz. In una delle prime puntate gli viene confiscata la droga da PC, il poliziotto amico di Moz. Una volta ottenuta in regalo la droga, Moz riceve la visita di questo inquietante Psycho (Pazzo) Paul, soprannominato così perché come lui dice, non è 'Paul the Reasonable' (Paul il ragionevole). Psycho Paul dopo aver minacciato Moz si riprende i beni confiscati, intimando prudenza al povero e intimidito padrone di casa. Dopo quell'episodio Psycho Paul si unirà a Cartoon Head e abbandonerà il mestiere di pusher, (perché come lui dice 'se fai sempre lo spacciatore prima o poi ti prendono, invece bisogna cambiare attività!') per dedicarsi di volta in volta a crimini più efferati e disparati, quali rapimento, furto, commercio e produzione di pornografia, omicidi, e via dicendo. Una volta unitosi a Cartoon Head, sotto il comando del boss Stemroach, farà molto spesso visita all'appartamento di Moz per gli interessi della gang, quali nascondere droga, cadaveri, persone rapite e oggetti del reato. Moz lo teme particolarmente per il suo sguardo da pazzo, per il cacciavite della Philips che spesso sventola minacciosamente come arma e soprattutto quando lo chiama 'Morris', segno che sta per minacciarlo nel caso non abbia intenzione di unirsi ai propri piani.
- PC Phil Collins (Tom Goodman-Hill):  È un poliziotto corrotto amico e fornitore di Moz, che gli consegna l'erba dopo averla confiscata ufficialmente ad altri criminali. È inoltre molto utile a Moz perché lo tiene informato sui movimenti della polizia di Manchester nel caso in cui si ritrovi nei guai, di modo che possa ripulirsi nel caso di una retata preannunciata della polizia. Ha una relazione segreta con Nikki, di cui sospetta essere il responsabile della gravidanza. Infatti si propone di sposarla e di mantenere il bambino, ma quest'ultima quando scopre che il figlio non è suo rifiuta la proposta. In uno stato di ebbrezza un giorno rivela a Moz della sua relazione con Nikki, ma Moz, dopo lo sconcerto iniziale perdona l'amico. PC cerca sempre di evitare le promozioni comportandosi male e facendo errori, poiché se fosse promosso finirebbe in ufficio e non potrebbe più confiscare i 'beni' ed aiutare l'amico nella sua attività. Il nome PC, come scritto sul suo distintivo (Police Constable) sono anche le iniziali del suo nome, Phil Collins. Questo viene rivelato nella quarta serie; poiché odia avere lo stesso nome del cantante, si fa chiamare con le iniziali. In una puntata viene pugnalato da Stemroach, e per vendicarsi lo incastra e lo fa arrestare nonostante Moz, terrorizzato, lo implori di non farlo per non finire nei guai. Ma lui ribatte. 'quando è il caso, sono un poliziotto.'
- China (Natalie Gumede): È una bellissima e giovane ragazza cliente di Moz, che si presenta all'inizio della sitcom per acquistare erba con la sua amica Asia (è evidente il gioco di parole con riferimenti geografici, tant'è che in una puntata Nikki, gelosa della bellezza di China, le chiede: 'China? Perché non Persia?'). Molto spesso China non ha soldi per pagare, e approfittando del proprio fascino e della sensibilità di Moz si finge ingenua trovando sempre il modo per ottenere tutto gratis. China è una delle poche persone con cui Moz non riesce a rispettare la propria regola del No cash-no hash. È una ragazza di facili costumi, tant'è che di puntata in puntata riesce ad andare a letto con quasi tutti i personaggi della serie, compreso Cartoon Head e Psycho Paul, tranne che con Moz, perché lo ritiene un amico, con estrema disperazione di quest'ultimo che ne è sempre stato attratto. Cosa curiosa, le uniche due volte in cui China chiede a Moz di andare a letto insieme trovano il protagonista "impossibilitato"; la prima volta non può perché ha un cadavere in casa da nascondere, e la seconda perché, sotto l'effetto di funghi allucinogeni, non è nemmeno riuscito a sentire la proposta. Ad un certo punto diventa attrice porno grazie ai piani commerciali di Stemroach e Psycho Paul, e proprio in casa di Moz girerà il suo primo film. Dalla quarta serie in poi si dà alla prostituzione.
- Stemroach (David Bradley): È il boss della gang di Cartoon Head e Psycho Paul. È feroce e spietato, e tutti lo temono. Di aspetto è sulla settantina, e per parlare si serve di un mini-altoparlante che gli dà un'inquietante vocina meccanica, poiché è stato colpito accidentalmente alla gola da Troy, il fratello di Moz, e si ritrova senza corda vocali. In una puntata viene incastrato ed arrestato a casa di Moz da PC, e Stemroach credendo che Moz sia coinvolto, promette vendetta. In seguito viene rilasciato, minacciando nuovamente la vita di Moz, finché non viene ucciso da Steve nell'ultimo episodio della quarta serie.
- Troy (Tony Burgess, co-sceneggiatore): è il fratellastro di Moz con problemi mentali, che si insinua a casa del fratello trasformando il ripostiglio di Moz nella propria camera, nascondendosi da Nikki che non ne tollererebbe la presenza, e da tutti gli altri visitatori. Moz non ha il coraggio di cacciarlo via, poiché ha dei problemi seri con la moglie che lo riempie di lividi. Troy è innamorato della musica da dj anni 80/90, egli stesso si definisce un dj, tanto da trasformare il ripostiglio in una radio clandestina, dove trasmette musica 24 ore su 24. Anche se probabilmente non avrà più di dieci ascoltatori, lui prosegue nella sua missione musicale. I macchinari che utilizza sono così scadenti che ad un certo punto provocherà un incendio nel ripostiglio. È stato Troy ad aver sparato accidentalmente in passato alla gola di Stemroach privandogli delle corde vocali.
- Judith (Joanna Neary): è la strana vicina di casa che viene ad abitare accanto a Moz all'inizio della seconda serie, proprio quando Nikki rimane incinta e temporaneamente lo lascia. I due sono attratti reciprocamente, anche se lei gli confessa di essere una necrofila. È una ragazza timida ed introversa, è solita dire sempre 'I'm sorry' (chiedo scusa) alla fine di ogni frase, qualunque sia il contesto che si stia affrontando. Quando Judith viene assunta in un'agenzia di pompe funebri Moz la vede rincasare la sera trascinando sacchi neri sospetti, ed è forse per questo ostacolo che non riesce mai ad andare fino in fondo con lei. In una puntata lei gli offre dei biscotti con dei funghi allucinogeni nascosti all'interno, cosicché, una volta svenuto, potesse approfittare del corpo pseudo-morto di Moz. In un'altra puntata Moz riesce ad entrare di nascosto a casa di Judith per investigare, e trova una testa gigante di argilla ritraente lo stesso Moz, segno che lei ne è innamorata, e praticamente guarita dalla necrofilia. Quando Stemroach viene arrestato, Cartoon Head e Psycho Paul fingono di dover punire un terrorizzato Moz incollandogli in faccia la maschera di una vespa. In realtà poi, una volta riempita di colla, la lasciano sul tavolo in cucina e rivelano a Moz che si trattava di una pagliacciata per divertirsi un po'. Proprio mentre festeggiano l'arresto di Steamroach, Judith entra in cucina e indossa per sbaglio la maschera da vespa che indosserà da lì in avanti.

## Lista episodi
Ogni serie di Ideal ha la sigla di testa in cui si vede il titolo circondato dal fumo, con la differenza che in ogni serie cambia il colore dello sfondo; serie 1: color seppia, serie 2: blu, serie 3: verde, serie 4: porpora, serie 5: rosso. 

### Prima serie
1. The Rat
2. The Seduction
3. The Boyfriend
4. The Affair
5. The Backpacker
6. The Party
7. The Pregnancy
8. The Body

### Seconda serie
1. The Stag Do
2. The Landlord
3. The Hydroponics
4. The Séance
5. The Boss
6. The Guest
7. The Delivery
8. The Money

### Terza serie
1. The Night
2. The Christians
3. The Pyramid
4. The Nest
5. The Bath
6. The Set-up
7. The Crabs
8. The Wedding

### Quarta serie
1. The Pains
2. The Past
3. The Vodka
4. The Secret
5. The War
6. The Birthday
7. The Television
8. The Future

### Quinta serie
1. The Healer
2. The Temptation
3. The Red Bag
4. The Documentary
5. The Chance
6. The Passports

### Sesta serie
In lavorazione.

### Settima serie
In lavorazione.

## Riconoscimenti
Il 18 novembre 2006 vince il premio RTS North West Comedy Awards come miglior commedia televisiva. 